# Kerstin Doelle
Kerstin Doelle (nacida el 29 de noviembre de 1966 en Berlín) es una mezzo soprano alemana que actualmente vive en Dresde. Desarrolla su actividad como compositora, cantante de ópera, y profesora de música clásica, rock, pop y jazz.
Es capaz de interpretar todo el repertorio de Farinelli de una manera única. En 2005, con motivo del 300 cumpleaños de Farinelli, realizó una gira por el mundo para interpretar tanto en conjuntos de cámara como en orquestas de cámara. En octubre de 2006 se unió como vocalista de Snakeskin (proyecto de música electrónica-gótica fundado por Tilo Wolff).

## Biografía
Kerstin se graduó en las Universidades de Música de Weimar y Dresde, Alemania. 
Después de completar sus estudios vocales, Marianne Kupfer la contrató de inmediato como miembro del estudio de la Ópera Cómica de Berlín, donde dio sus primeros pasos en el escenario en varios papeles pequeños. Con ellos viajó por Alemania, Austria, Japón y España. 
En Osnabrück fue invitada para participar como "Eurydice" en la "Orpheus in the Underworld" y como "Eurydice" en "Orpheus and Eurydice" de Gluck. 
Entre 1984 y 1989 trabajó en la academia de música "Carl Maria von Weber" como cantante de ópera, drama, opereta, musical y chanson.
En 1998, inició una colaboración con la Orquesta Estatal Sajona de Dresde. Bernhard Adler (profesor de cantantes de renombre) fue quien descubrió su talento vocal italiano y desde entonces la soprano se ha especializado en bel canto y verismo italiano. 
Entre 2002 y 2004 se desempeñó como entrenadora en gestión psicológica miscelánea y en 2006 fue contratada por Tilo Wolff para participar en la producción de Canta’Tronic, segundo álbum de su proyecto paralelo Snakeskin.
Actualmente Kerstin actúa en conciertos y galas de ópera. Da clases de canto y continúa grabando colaboraciones musicales.

## Snakeskin
En el verano de 2005 el gerente de Kerstin se puso en contacto con Tilo Wolff con la finalidad de llevar a cabo una colaboración para Lacrimosa. 
Aunque ambos pertenecen a mundos musicales completamente diferentes, desde Hall Of Sermon apreciaron su propuesta. Como resultado surgió Canta’Tronic en octubre de 2006.
En el año 2016 con el lanzamiento del nuevo álbum “Tunes For My Santimèa” se confirmó la participación permanente de Kerstin Doelle en dicho proyecto.
Si bien Snakeskin no fue pensado para realizar presentaciones en vivo, al cumplirse 15 años del lanzamiento de Music For The Lost, se anunció una gira que los llevaría por Rusia, México y Alemania. En estos conciertos Kerstin interpretó 3 canciones: Etterna, New Skin y Recall IV.

## Discografía
- 1999. "Rarezas de la música de cámara" en colaboración con el Dietzsch Trio
- 2002 "Con Passione" en colaboración con Mark Fox
- 2003 "When I Fall In Love" canciones de Gershwin Bernstein
- 2016 "IMZADI- A Gift from Heaven - Angel Healing Songs" en colaboración con Dirk Riedel